# Folke Wennerberg
Folke Sunesson Wennerberg, född 10 juli 1892 i Hedvig Eleonora församling, Stockholm, död 13 oktober 1971 i Oscars församling, Stockholm, var en svensk diplomat.
Wennerberg blev juris kandidat 1917. Han anställdes som attaché i utrikesdepartementet 1918 och kom som sådan till Bern 1919, blev andre legationssekreterare 1920, legationssekreterare i Haag och Bryssel 1920, vice konsul i London 1923, legationssekreterare i Tokyo 1924, förste legationssekreterare i Köpenhamn 1928, konsul i Leningrad 1931, byråchef i Utrikesdepartementet 1931, legationsråd i Washington 1936 samt chargé d'affaires i Venezuela 1942 och i Chile från 1942, där han  blev sändebud 1949. Mellan 1952 och 1958 var han sändebud i Dublin. Från 1944 var Wennerberg ministre plénipotentiaire. År 1947 blev han kommendör av Nordstjärneorden, senare kommendör av första klassen. Han innehade också ett flertal utländska ordnar, bland annat var han riddare av Dannebrogorden.
Folke Wennerberg var son till översten Sune G:son Wennerberg och friherrinnan Ellis Rehbinder. Han gifte sig 1934 med filosofie kandidat Dagmar Schlasberg, som var dotter till Henning Schlasberg och Gertrud Lewin. I äktenskapet föddes tre döttrar.